# Vézézoux
Vézézoux is een gemeente in het Franse departement Haute-Loire (regio Auvergne-Rhône-Alpes) en telt 407 inwoners (1999). De plaats maakt deel uit van het arrondissement Brioude.

## Geografie
De oppervlakte van Vézézoux bedraagt 7,1 km², de bevolkingsdichtheid is 57,3 inwoners per km².
De onderstaande kaart toont de ligging van Vézézoux met de belangrijkste infrastructuur en aangrenzende gemeenten.

## Demografie
Onderstaande figuur toont het verloop van het inwonertal (bron: INSEE-tellingen).